# Guyomarch VI de Léon
Pour les articles homonymes, voir Guyomarch de Léon.
Guyomarch VI de Léon fut vicomte de Léon. Il est mort vers 1239.

## Biographie
Guyomarch VI de Léon a peut-être participé à la bataille de Bouvines et à la révolte de 1222 contre Pierre Mauclerc (Pierre Ier de Bretagne). En 1231, par défi à l'encontre du duc de Bretagne Pierre Mauclerc, soutenu par le roi d'Angleterre Henri III, il fait hommage de tous ses fiefs au roi de France Louis IX, mais rend hommage à Jean Ier le Roux, nouveau duc de Bretagne, en 1237, mais ne tarde pas à entrer en guerre contre lui.
De son épouse Marie de Penthièvre (?) il laisse un fils Hervé III de Léon lui succède comme vicomte de Léon.